# Giuseppe Merighi
Giuseppe Merighi (Carpi, 6 luglio 1930 – Carpi, 26 settembre 2008) è stato un medaglista, scultore e pittore italiano.

## Biografia
Giuseppe Merighi nacque a Carpi in provincia di Modena nel 1930. Già alla tenera età di 5 anni i genitori si accorgono di un'innata attitudine e portamento per l'arte e il ritratto. Finita la scuola dell'obbligo s'iscrive e frequenta con profitto e tantissima passione l'Istituto statale d'arte Venturi di Modena; dopo essersi diplomato, si perfeziona all'Accademia di belle arti di Bologna sotto la guida di abili maestri del calibro di Giorgio Morandi e Giovanni Romagnoli. 
Finiti gli studi incomincia la sua brillante attività artistica di medaglista, realizzando per il Vaticano nel 1990 la medaglia ufficiale raffigurante papa Giovanni Paolo II, a ricordo del 25º anniversario dell’istituzione del Sinodo dei vescovi. Affianca anche per alcuni periodi l'attività di caricaturista, realizzando alcuni libri su personaggi famosi e della propria città. Non disdegna anche l'attività di scultore e pittore.
È stato membro del AIAM (Associazione Italiana Arte della Medaglia) e della FIDEM (Fédération Internationale de la Médaille d'Art) pubblicando su tutte le riviste di settore e ricevendo diversi riconoscimenti critici. Muore il 26 settembre 2008 a Carpi in un tragico incidente travolto da un'auto.

## Medaglie
-1965 Commemorativa della morte di Antonio Tonelli (musicista)
-1966 Commemorativa del centenario dell'unione d'Italia
-1969 Per l'inaugurazione prima triennale Xilografia a Carpi
-1972 Commemorativa per il 30º anniversario della morte di Dorando Pietri (maratoneta)
-1973 Fusa e coniata per l'inaugurazione del Museo-monumento al deportato politico e razziale alla presenza del Presidente della Repubblica Giovanni Leone
-1973 A ricordo della visita del Presidente della Repubblica Giovanni Leone alla città di Carpi
-1973 Commemorativa ventennale AVIS Carpi
-1974 Commemorativa di Marco Meloni (pittore rinascimentale detto il Carpigianino)
-1978 Commemorativa di Aldo Moro (politico/statista)
-1980 Inaugurazione della chiesa Corpus Domini di Carpi
-1981 Premiazioni del CONI provinciale di Milano 
-1984 Commemorativa della Consacrazione del Duomo di Modena
-1985 Commemorativa di Enrico Berlinguer (politico)
-1985 In onore del premio Nobel Franco Modigliani
-1985 Commemorativa di  Domenico Scarlatti (compositore)
-1985 In onore del premio Nobel Rita Levi Montalcini
-1986 Commemorativa del 150º anniversario dei Bersaglieri
-1986 Commemorativa del 25º anniversario di attività teatrale di Luciano Pavarotti (tenore)
-1988 Commemorativa di Enrico Caruso (tenore) per il museo Enrico Caruso di Milano
-1988 In onore della visita di papa Giovanni Paolo II alla città di Reggio Emilia
-1989 Commemorativa del 500º anniversario della nascita di Antonio Allegri (pittore)
-1990 Placchetta (mm.38x60) Commemorativa di Sandro Pertini
-1990 Commemorativa in onore di Enzo Ferrari fondatore della casa automobilistica Ferrari
-1990 Medaglia ufficiale annuale del XII anno di pontificato di papa Giovanni Paolo II
-1991 Per l'Organizzazione delle Nazioni Unite per l'alimentazione e l'agricoltura (FAO) "Premio decennio della giornata mondiale dell'alimentazione"
-1991 Commemorativa del 100º anniversario della morte di Adeodato Malatesta (pittore)
-1991 Commemorativa del 10º anniversario della morte di Gilles Villeneuve (pilota)
-1992 In onore del presidente degli Stati Uniti George H. W. Bush
-1992 Commemorativa di Gioachino Rossini (compositore)
-1993 Medaglia per la "Servei d'emissions Episcopal" di Andorra 
-1999 Commemorativa del 100º anniversario della nascita di Antonio Ligabue (pittore)
-1999 Commemorativa del centenario della nascita di Carmela Adani (scultrice)
-1999 Medaglia per la manifestazione Giubileo del 2000
-1999 Emissione celebrativa in occasione della solenne beatificazione di Padre Pio da Pietrelcina
-2000 Commemorativa del XX della morte di Lina Pagliughi (soprano)
-2001 Commemorativa di Giuseppe Verdi (compositore)

## Sculture
-1980 Altorilievo in gesso rappresentante papa Giovanni Paolo II
-2000 Modello in gesso realizzato in occasione della beatificazione di papa Giovanni XXIII

## Quadri
L'attività pittorica di Giuseppe Merighi si sviluppa a fianco del attività di medaglista e sicuramente non è di minore interesse, soprattutto negli anni 1970 realizza interessanti opere con tecnica di pittura a olio, che rappresentano in prevalenza ritratti femminili rurali.